# ورزشگاه بین‌المللی دبی

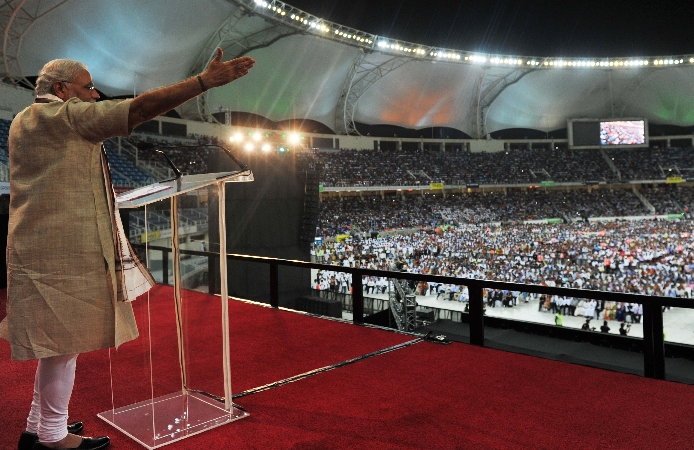

استادیوم بین المللی دبی که قبلاً به عنوان استادیوم کریکت شهر ورزشی دبی شناخته می‌شد، یک استادیوم چند منظوره در دبی است. این ورزشگاه عمدتاً برای کریکت استفاده می‌شود. در امارات متحده عربی سه استادیوم کریکت وجود دارد که دو استادیوم دیگر، استادیوم کریکت شارجه و استادیوم کریکت زاید در ابوظبی هستند. این استادیوم ظرفیت ۲۵۰۰۰ تماشاگر را دارد اما تا ۳۰۰۰۰ تماشاگر قابل ارتقا است. این استادیوم یکی از مکان‌های اختصاصی جام جهانی T20 مردان ICC 2021 بود و به ترتیب در ۱۱ نوامبر ۲۰۲۱ و ۱۴ نوامبر ۲۰۲۱ میزبان نیمه نهایی ۲ و فینال بود.